# Opština Centar
Die Opština Centar (mazedonisch Општина Центар; albanisch Komuna e Qendrës) ist eine der zehn Opštini der nordmazedonischen Hauptstadt Skopje. Sie liegt in der südlichen Innenstadt nördlich angrenzend zum Vodno-Gebirge. Der Bezirk hatte laut der letzten Volkszählung vom Jahr 2021 43.893 Einwohner. Davon waren 33.731 Mazedonier, 1.301 Serben, 1.100 Albaner, 765 andere, 622 Roma, 552 Aromunen, 548 Türken, 171 Bosniaken, 51 undeklariert, 39 unbekannt und 5.013 Personen wurden von den Gemeinderegistern gezählt, deren ethnische Zugehörigkeit unbekannt war.
Hier befindet sich ein Teil des Alten Basars von Skopje.